# Daniela Hunger
Daniela Hunger (ur. 20 marca 1972 w Berlinie) – niemiecka pływaczka, reprezentowała również NRD, medalistka olimpijska, mistrzostw świata i Europy.